# Mildred Scheel Akademie
Die Dr. Mildred Scheel Akademie für Forschung und Bildung mit Sitz in Köln ist eine Weiter- und Fortbildungsstätte für alle, die täglich mit der Krankheit Krebs konfrontiert werden. Namensgeberin ist die Röntgenärztin Mildred Scheel (1932–1985). Die Mildred Scheel Akademie für Forschung und Bildung wurde 1993 von der Deutschen Krebshilfe gegründet. Sie befindet sich im Dr. Mildred Scheel Haus auf dem Gelände der Uniklinik Köln, (Kerpener Straße 62 in 50937 Köln).
Träger-Verein der Akademie ist der Mildred-Scheel-Kreis e. V.mit der Vorsitzenden Cornelia Scheel. Sie hat in dieser Aufgabe 2017 die Nachfolge der CDU-Politikerin und Wissenschaftlerin Dagmar Schipanski angetreten, die als langjährige Präsidentin der Stiftung Deutsche Krebshilfe zur Ehrenpräsidentin ernannt wurde. Leiterin der Akademie ist Elif Arslan.

## Akademie-Verbund
Als jüngste Neugründung hat die „Mildred Scheel Akademie Göttingen“ im Januar 2014 an der Universität Göttingen mit ihrer Arbeit begonnen. Sie bildet mit ähnlichen Einrichtungen einen Verbund, um die Fort- und Weiterbildungsmöglichkeiten im Bereich der Palliative Care auf eine breite, wirksame Basis zu stellen. Das Seminarangebot richtet sich an Ärzte, Pflegepersonal, andere Berufsgruppen und ehrenamtliche Helfer, die bei ihrer Tätigkeit mit Palliativpatienten in Kontakt kommen. Zu weiteren Standorten dieser Akademien gehören Bonn, München und Dresden.

## Das aktuelle Programm
Die Mildred Scheel Akademie bietet bundesweit Kurse an mit Themen wie Freiraum Schaffen und Lösungen finden, Handlungsmöglichkeiten entwickeln, Seminar zur Auffrischung und Erweiterung des Gesundheitstrainings, medizinische Fitness, Selbsthilfe und Öffentlichkeitsarbeit, Kunsttherapie in der Psychoonkologie, multiprofessionelle Basiskurse wie palliative Sorge für pflegende und psychosoziale Berufe.